# Moraleda de Zafayona
Moraleda de Zafayona és un municipi de la província de Granada, amb una superfície de 48,31 km², una població de 2.769 habitants (2004) i una densitat de població de 57,32 hab/km.